# Hidrodessulfurização
Hidrodessulfurização (HDS) ou dessulfurização ou dessulfuração por hidrogênio é um processo químico catalítico largamente usado para remover enxofre (S) via inserção de hidrogênio, visando otimizar a obtenção dos subprodutos de produtos de petróleo refinado e de gás natural tais como gasolina e nafta (fração usada na indústria petroquímica), querosene, óleo diesel e óleos combustíveis.
O propósito de se remover o enxofre é reduzir as emissões de dióxido de enxofre (SO2) que resultam de usar-se estes combustíveis e, veículos automotivos, aeronaves. locomotivas, navios e usinas termoelétricas movidas a gás ou óleo, caldeiras residenciais e industriais e outras formas de combustão de combustíveis fósseis líquidos e gasosos.
Outra importante razão para remover-se enxofre das correntes de nafta numa refinaria de petróleo é que o enxofre, mesmo quando em concentrações extremamente baixas, envenena os catalisadores de metais nobres (platina e rênio) nas unidades de reforma catalítica são subsequentemente usados para incrementar a taxa de octanagem das correntes de nafta.
Os processos de hidrodessulfurização industrial incluem instalações para a captura e remoção do sulfeto de hidrogênio (H2S) gasoso. Em refinarias de petróleo, o gás sulfeto de hidrogênio é então subsequentemente convertido nos subprodutos enxofre elementar ou ácido sulfúrico. De fato, a vasta maioria das 64 milhões de toneladas métricas de enxofre produzidas mundialmente em 2005 foi subproduto de refinerias e outras plnatas processadoras de hidrocarbonetos.
Uma unidade de HDS na indústria de refino de petróleo é também frequentemente referida como um hidrotratador.

## História
Embora as reações envolvendo hidrogenação catalítica de compostos orgânicos fossem conhecidas antes de 1897, a propriedade de níquel finamente dividido catalisar a fixação de hidrogênio em ligações duplas de hidrocarbonetos (etileno, benzeno) foi descoberta pelo químico francês Paul Sabatier. Assim, ele descobriu que os hidrocarbonetos insaturados na fase de vapor poderão ser convertidos em hidrocarbonetos saturados, usando hidrogênio e um metal catalítico. Seu trabalho foi a fundação do moderno processo de hidrogenação catalítica.
Logo após o trabalho de Sabatier, um químico alemão, Wilhelm Normann, descobriu que hidrogenação catalítica podia ser usada para converter ácidos graxos ou glicéridos insaturados na fase líquida em saturados. Ele foi premiado com uma patente na Alemanha em 1902 e na Bretanha em 1903, a qual foi o início do que é agora uma indústria mundial.
Em meados dos anos 1950, o primeiro processo de reforma catalítica de metal nobre (o processo Platformer) foi comercializado. Ao mesmo tempo, a hidrodessulfurização catalítica da nafta de alimentação de tais reformadores foi também comercializada. Nas décadas que se seguiram, vários processos de hidrodessulfurização catalítica proprietários como o descrito no diagrama de fluxo abaixo foram comercializados. Atualmente, praticamente todas as refinarias de petróleo do mundo inteiro tem uma ou mais unidades HDS.
Em 2006, unidades HDS microfluídicas miniatura tinham sido implementadas para tratamento de combustível de jato JP-8 para produzir para produzir matéria-prima limpa para uma célula combustível reformadora de hidrogênio. Em 2007 isto tinha sido integrado em um sistema de célula combustível de geração de 5 kW operacional.

## A química do processo
Hidrogenação é uma classe de reações químicas nas quais o resultado final (em balanço) é a adição de hidrogênio (H). Hidrogenólise é um tipo de hidrogenação e resulta na clivagem da ligação química C-X, onde C é um átomo de carbono e X é um átomo de enxofre, nitrogênio (N) ou oxigênio (O). O resultado em balanço de uma reação de hidrogenólise é a formação de ligações químicas C-H e H-X. Então, hidrodessulfurização é uma reação de hidrogenólise. Usando etanotiol (C2H5SH), um composto de enxofre presente em alguns produtos de petróleo, como por exemplo, a reação de hidrodessulfurização pode ser simplesmente expressa como
| Etanotiol + Hidrogênio | → | Etano + Sulfeto de hidrogênio |
| C2H5SH + H2            | → | C2H6 + H2S                    |
Para os aspectos do mecanismo, e os catalisadores usada nesta reação ver a seção catalisadores e mecanismos

## Descrição do processo
Em uma unidade de hidrodessulfurização industrial, tal como em uma refinaria, a reação de hidrodessulfurização toma lugar em um reator de leito fixo a temperaturas elevadas variando de 300 a 400 °C e pressões elevadas variando de 30 a 130 atmosferas de pressão absoluta, tipicamente na presença de um catalisador consistindo de uma base de alumina impregnada com cobalto e molibdênio (usualmente chamado como calalisador CoMo). Ocasionalmente uma combinação de níquel e molibdênio (chamada NiMo) é usada, em adição ao catalisador CoMo, para matérias-primas específicas de difícil tratamento tais como aquelas contendo um alto nível de nitrogênio quimicamente ligado.
A imagem abaixo é uma descrição esquemática do equipamento e as correntes de fluxo no processo em uma típica unidade HDS em refinaria.

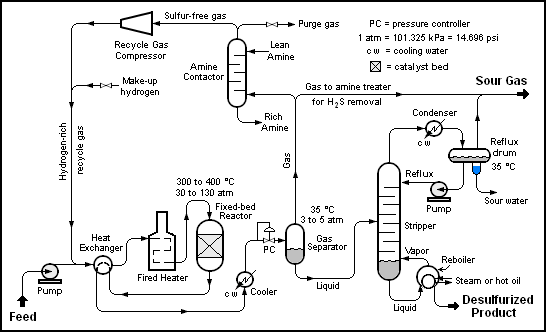
Diagrama esquemático de uma típica unidade de hidrodessulfurização (HDS) em uma refinaria de petróleo.

O líquido de alimentação (no canto inferior esquerdo do diagrama) é bombeado até a pressão elevada necessária e é acompanhado por um fluxo de gás de reciclo rico em hidrogênio. A mistura gás-líquido resultante é pré-aquecido por fluir através de um trocador de calor. A alimentação pré-aquecida, então, flui através de um aquecedor à chamas onde a mistura de alimentação é totalmente vaporizada e aquecida até a temperatura elevada necessária antes de entrar no reator e fluir através de um leito fixo de catalisador, onde a reação de hidrodessulfurização ocorre.
Os produtos de reação quentes são parcialmente arrefecidos por fluírem através do trocador de calor, onde a alimentação do reator foi pré-aquecido e então fluem através de um trocador de calor resfriador a água antes que fluam através do regulador de pressão e sofrem uma redução de pressão para cerca de 3-5 atmosferas. A mistura resultante de líquido e gás entra no vaso do separador de gás a cerca de 35° C e 3 a 5 atmosferas de pressão absoluta.
A maior parte do gás rico em hidrogênio do vaso separador de gás é o gás de reciclagem, que é encaminhado através de um equipamento de contato com amina para a remoção do H2S produto da reação que ele contém. O gás livre de H2S e rico em hidrogênio é então reciclado para reutilização na seção de reatores. Qualquer excesso de gás do vaso separador de gás junta-se ao gás ácido a partir do removedor do produto líquido da reação.
O líquido do vaso separador de gás é direcionado através de uma torre de destilação removedora e refervido. O produto de fundo do removedor é o produto líquido dessulfurado da unidade de hidrodessulfurização.
O gás azedo de topo do removedor contém hidrogênio, metano, etano, sulfeto de hidrogênio, propano e talvez algum butano e componentes mais pesados. Este gás azedo é enviado para a planta central de processamento de gás da refinaria para a remoção do sulfeto de hidrogênio na unidade principal de tratamento de gás com aminas da refinaria e através de uma série de torres de destilação para a recuperação de propano, butano e pentano ou componentes mais pesados. O hidrogênio, metano, etano e algum propano residuais são usados como gá combustível da refinaria. O sulfeto de hidrogênio removido e recuperado pela unidade de tratamento de gás por amina é subsequentemente convertido a enxofre elementar na unidade de processo Claus ou a ácido sulfúrico em processo de ácido sulfúrico a úmido ou pelo convencional processo de contato.
Note-se que a descrição acima assume que a unidade HDS não contém olefinas. Se a alimentação contém olefinas (por exemplo, a alimentação é nafta derivada de uma unidade de craqueamento catalítico fluido, FCC, de fluid catalytic cracker'), então o gás de topo do removedor HDS pode também conter algum eteno, propeno, butenos e pentenos ou componentes mais pesados.
É também de se salientar que a solução de amina advindo e para o contator de gás de reciclagem vem e é devolvida à unidade principal de tratamento de gás com aminas da refinaria.

## Compostos de enxofre em matérias-primas de HDS de refinarias
As matérias-primas de refinaria do processo HDS nafta, querosene, óleo diesel e óleos pesados) contém uma ampla variedade de compostos orgânicos de enxofre, incluindo tióis, tiofenos, sulfetos e dissulfetos orgânicos e muitos outros. Estes compostos orgânicos contendo enxofre são produtos da degradação de componentes biológicos contendo enxofre, presentes durante a formação natural do combustível fóssil, o petróleo cru.
Quando o processo HDS é usado para a dessulfurização de uma nafta de refinaria, é necessário remover o enxofre total até a faixa de partes por milhão ou mais baixo, a fim de impedir o envenenamento dos catalisadores de metal nobre na reforma catalítica subsequente das naftas.
Quando o processo é utilizado para dessulfurização de óleos diesel, as mais recentes regulamentações ambientais nos Estados Unidos e na Europa, exigindo o que é referido como "diesel de ultra-baixo enxofre" (ULSD, ultra-low sulfur diesel), por sua vez exige que hidrodessulfurização muito profunda seja necessária. No início da década de 2000, os limites governamentais regulamentares de veículos a diesel para estradas estavam dentro da faixa de 300 a 500 ppm em peso de enxofre total. A partir de 2006, o limite de enxofre total para diesel em estradas estavam na faixa de 15 a 30 ppm em peso.

### Tiofenos
Uma família de substratos que são particularmente comuns no petróleo são os compostos aromáticos contendo heterocílcicos contendo enxofre chamados tiofenos. Muitos tipos de tiofenos ocorrem no petróleo variando de tiofeno em si a outros derivados condensados chamados benzotiofenos e dibenzotiofenos. O tiofeno propriamente dito e seus derivados alquila são mais fáceis de sofrer hidrogenólise, enquanto dibenzotiofeno, especialmente seus derivados di-substituídos nas posições 4 e 6 são considerados os substratos mais desafiadores. Benzotiofenos estão a meio caminho entre os tiofenos simples e dibenzotiofenos em sua susceptibilidade ao processo HDS.

## Catalisadores e mecanismos
As catálises principais de processos HDS são baseadas em MoS2 conjuntamente com quantidades menores de outros metais. A natureza dos sítios de atividade catalítica permanece uma área ativa de pesquisa, mas é geralmente suposta como planos basais da estrutura do MoS2 como sendo não relevantes para a catálise, sim as bordas ou vértices destes planos. Nas bordas dos cristalitos MoS2, o centro de molibdênio pode estabilizar um sítio coordenadamente insaturado (CUS, coordinatively unsaturated site), também conhecida como vacância de ânions. Os substratos, como o tiofeno, se ligam a este sítio e sofrem uma série de reações que resultam tanto na cisão C-S como na hidrogenação C=C. Assim, o hidrogênio serve múltiplos papéis - geração de vacância de ânions por remoção de sulfeto, hidrogenação e hidrogenólise. Um diagrama simplificado para o ciclo é mostrado a seguir:

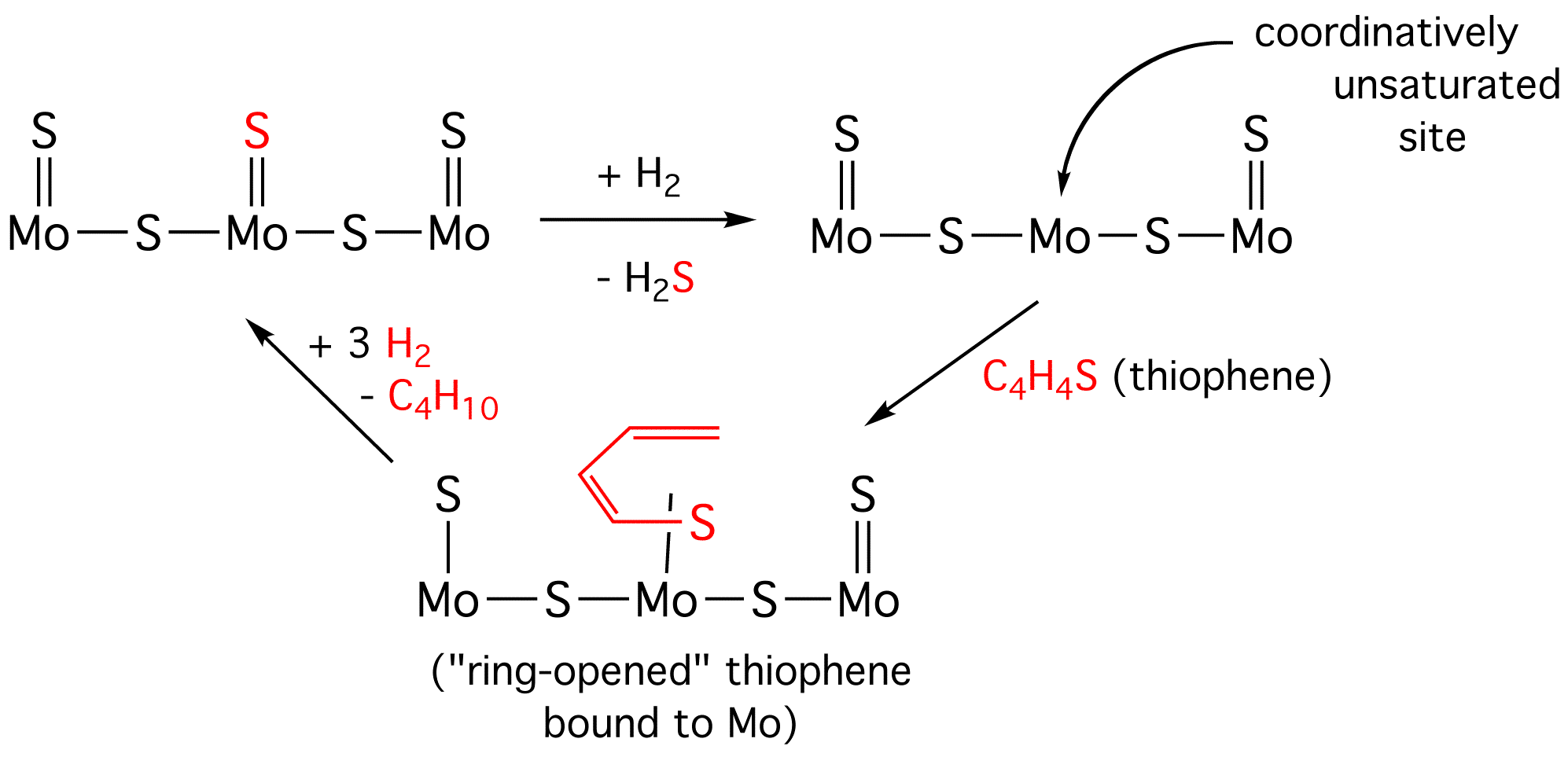
Diagrama simplificado de um ciclo HDS para tiofeno.

### Catálise
A maioria dos metais catalisa HDS, mas são aqueles no meio da série de metais de transição que são mais ativos. Dissulfeto de rutênio parece ser o catalisador mais ativo, mas combinações binárias de cobalto e molibdênio também são altamente ativas.
Além do catalisador MoS2 modificado com cobalto básico, níquel e tungstênio também são usados, dependendo da natureza da alimentação. Por exemplo, catalisadores Ni-W são mais efetivos para hidrodenitrificação (HDN).

### Suportes
Sulfetos metálicos são "suportados" em materiais com altas áreas de superfície. Um suporte típico para catalisador HDS é γ-alumina. O suporte permite que o catalisador mais caro seja mais amplamente distribuído, dando origem a uma fração maior da MoS2 que é cataliticamente ativo. A interação entre o suporte e o catalisador é uma área de intenso interesse, já que o suporte geralmente não é completamente inerte, mas participa da catálise.

## Outros usos
A reação básica de hidrogenólise possui uma série de utilizações diferentes da hidrodessulfurização.

### Hidrodenitrogenação
A reação de hidrogenólise também é usada para reduzir o teor de nitrogênio de uma corrente de petróleo em um processo referido como hidrodenitrogenação (HDN). O fluxo de processo é o mesmo do que uma unidade HDS.
Usando piridina (C5H5N), um composto de nitrogênio presente em alguns produtos de fracionamento de petróleo, como exemplo, a reação de hidrodenitrogenação tem sido postulada como ocorrendo em três etapas:
| Piridina + Hidrogênio | → | Piperidina + Hidrogênio | → | Amilamina + Hidrogênio | → | Pentano + Amônia |
| C5H5N + 5H2           | → | C5H11N + 2H2            | → | C5H11NH2 + H2          | → | C5H12 + NH3      |
e a reação geral pode ser simplesmente expressa como:
| Piridina + Hidrogênio | → | Pentano + Amônia |
| C5H5N + 5H2           | → | C5H12 + NH3      |
Muitas unidade HDS para dessulforar naftas dentro das refinarias de petróleo, na verdade, são simultaneamente estão até certo ponto desnitrogenando.

### Saturação de olefinas
A reação de hidrogenólise também pode ser usada para saturar ou converter olefinas (alquenos) em parafinas (alquenos). O processo utilizado é o mesmo que para uma unidade HDS.
Como um exemplo, a saturação da olefina, penteno, pode ser simplesmente expressa como:
| Penteno + Hidrogênio | → | Pentano |
| C5H10 + H2           | → | C5H12   |
Algumas unidades de hidrogenólise dentro de uma refinaria de petróleo ou uma planta petroquímica podem ser usadas unicamente para a saturação de olefinas ou podem ser usadas para dessulfuração simultânea, bem como para desnitrogenar e saturar olefinas até certo ponto.

### Hidrogenação na indústria de alimentos
A indústria de alimentos usa hidrogenação para saturar completa ou parcialmente os ácidos graxos insaturados em gorduras e óleos vegetais líquidos para convertê-los em gorduras sólidas ou semi-sólidas, tais como aquelas em margarina e gordura alimentícia.

## Pesquisa de tecnologia de dessulfurização
Centenas de publicações de pesquisa aparecem anualmente sobre tecnologias HDS. Um campo ilustrativo sobre o leque de idéias em discussão são relatórios sobre dessulfurização auxiliada ultrassonicamente.